# Rasa del Clot del Mestre
La Rasa del Clot del Mestre és un torrent afluent per la dreta de la Rasa del Catrà, al (Berguedà).

## Municipis per on passa
La Rasa del Clot del Mestre fa tot el seu curs pel terme municipal de Montmajor.

## Xarxa hidrogràfica
La xarxa hidrogràfica de la Rasa del Clot del Mestre està integrada per 5 cursos fluvials que sumen una longitud total de 2.098 m.

### Distribució per termes municipals
Tota la xarxa transcorre pel terme municipal de Montmajor.